# Scarborough (Ontário)

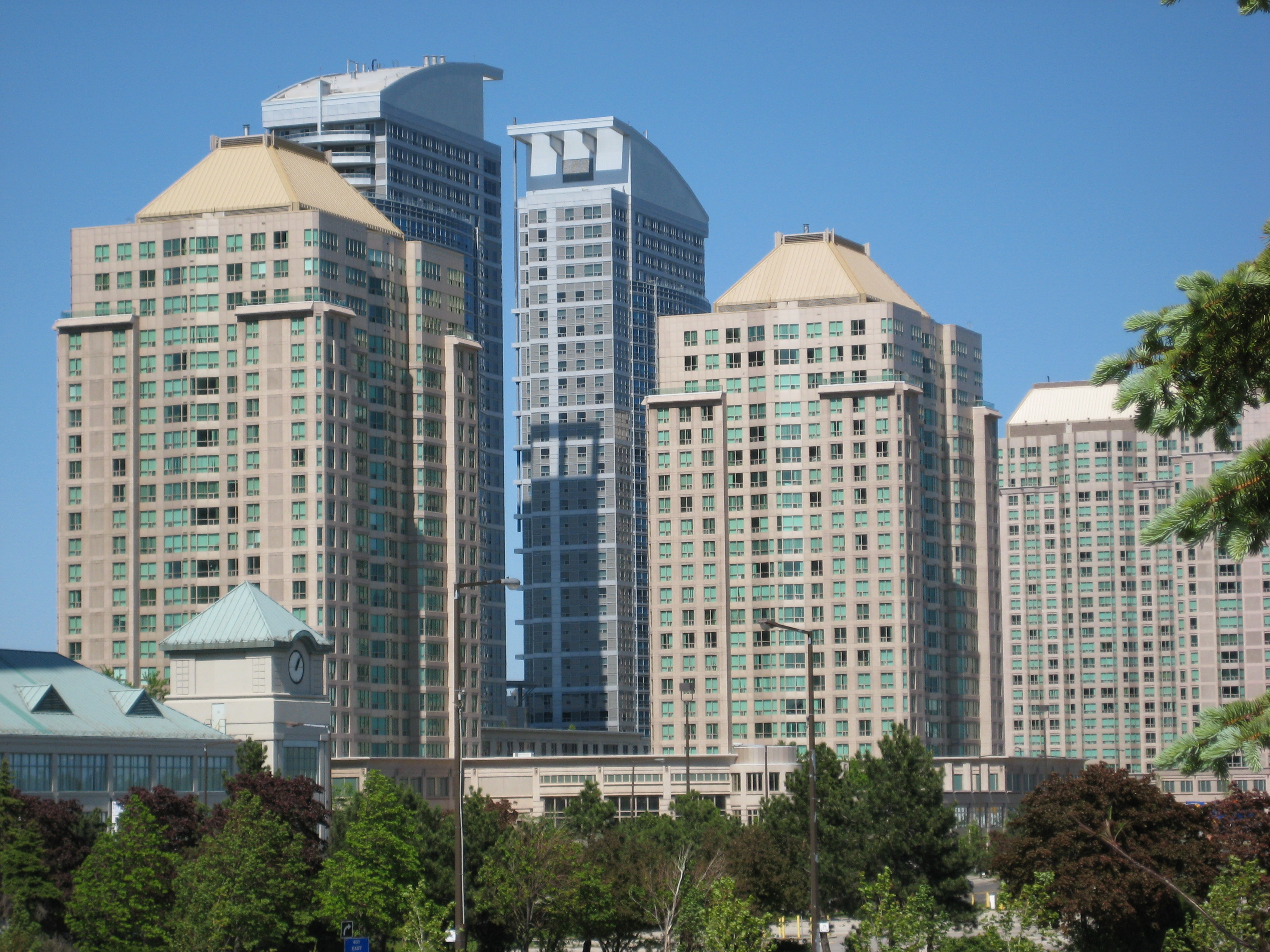
O centro de Scarborough.

Scarborough era uma cidade do Canadá, localizada na província de Ontário, que foi fusionada com a cidade de Toronto em 1998. A maior das seis zonas, Scarborough está localizado no extremo leste de Toronto, a leste da zona comunitária de Toronto, East York, York (Ontário) e North York. Scarborough possui a maior área verde da cidade. Sua população é de aproximadamente 600 mil habitantes. Os maiores grupos étnicos desta região de Toronto são chineses, indianos, bem como descendentes de ingleses e escoceses.